# Luc Michel (chirurgien)
Pour les articles homonymes, voir Luc Michel et Michel.
Luc Michel (né à Bruxelles le 28 février 1947) est un chirurgien belge qui a fondé en 1982 le service de chirurgie générale, abdominale et endocrinienne aux Cliniques universitaires U.C.L. de Mont-Godinne. Professeur ordinaire à la Faculté de médecine de l’université catholique de Louvain, il est, en 1997, l'un des six membres fondateurs de la European Society of Surgery (ESS). Il en assurera le secrétariat général jusqu'en 2007. En 2011, lors du 25e anniversaire de l'accident nucléaire de Tchernobyl et alors que l'accident de Fukushima venait de survenir, il fut particulièrement médiatisé pour des publications réalisées dix ans plus tôt à propos de l'incidence de l'accident nucléaire de Tchernobyl sur la santé publique en Belgique. Parallèlement à son activité clinique, il a développé au cours des 25 dernières années une activité dans le domaine de la bioéthique. C'est ainsi qu'il a forgé l'expression « Syndrome de Petrucciani » relative à la mise en perspective des enjeux stratégiques des sociétés modernes et de la responsabilité des cliniciens face aux nouveaux risques de dérives eugéniques liées aux évolutions techno-scientifiques de plus en plus rapides. Il est également actif dans le domaine de la gestion du risque et la diminution des événements indésirables, notamment par l’application systématique du concept de la checklist dans les activités hospitalières de routine.

## Biographie
Luc Michel est né à Bruxelles le 28 février 1947. Fils de Victor Michel et Marie-Louise Van Haelen, il est le troisième d’une famille de cinq enfants. Élève à l’Institut Sainte Marie à Schaerbeek, il fait ses études de médecine à l’université catholique de Louvain (UCL) dont il est diplômé en 1972. Il effectue pendant cinq ans une spécialisation en chirurgie et part pour les États-Unis en 1977 où il acquiert un complément de formation en soins intensifs chirurgicaux à la Mayo Clinic, pour se consacrer ensuite à la recherche clinique et à la chirurgie abdominale, endocrinienne et trachéale au Massachusetts General Hospital – Harvard Medical School sous la direction de Ronald A. Malt, Chiu A. Wang et Hermes Grillo.
Il est chargé en 1982 par Monseigneur Édouard Massaux, recteur de l’UCL de créer le service de chirurgie générale, abdominale et des glandes endocrines au nouvel Hôpital universitaire de Mont-Godinne dans le cadre du département de chirurgie de l’Université de Louvain (UCL).

## Activités de recherche en chirurgie
À côté d’une activité en chirurgie digestive, oncologique et générale, Luc Michel développera la prise en charge des polytraumatisés avec un intérêt particulier pour la prise en charge moderne des traumatismes abdominaux fermés.

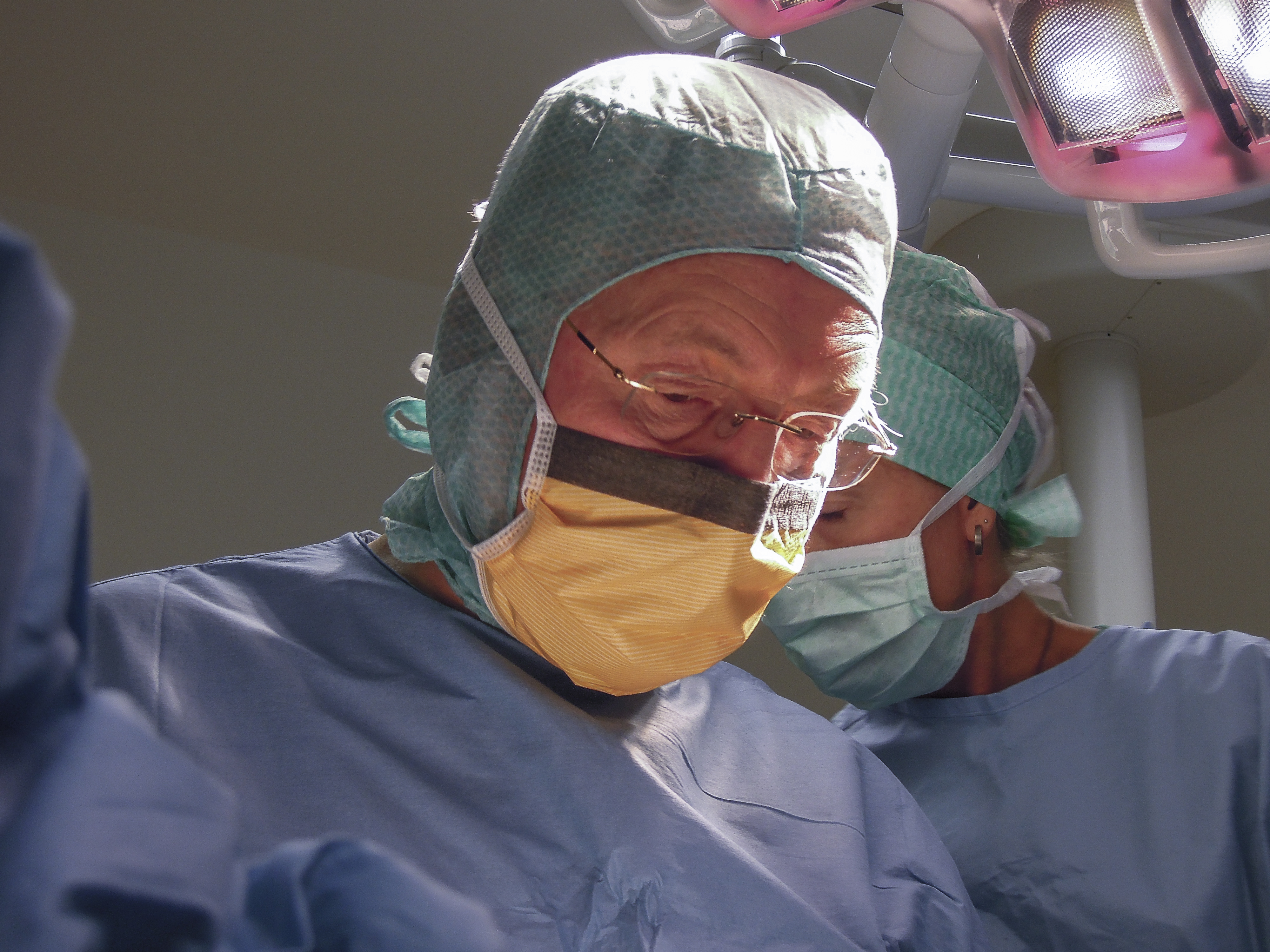
Le professeur Luc Michel en salle d'opération

Son tropisme pour la chirurgie endocrinienne ne le quittera cependant pas ; c’est dans son service que les premières surrénalectomies par voie endoscopique seront réalisées en Belgique dès le début des années 1990 (elles seront aussi parmi les premières sur le plan international). Il développe un savoir-faire dans le domaine de l’exérèse des cancers thyroïdiens, ainsi que des goitres endothoraciques et substernaux exclusivement par voie cervicale, épargnant ainsi aux patients de devoir recourir à l’ouverture de leur sternum. En collaboration avec les professeurs Julian Donckier et Alain Rosière, une large expérience du traitement des phéochromocytomes, notamment dans les Néoplasies Endocriniennes Multiples, conduira à des travaux de recherche clinique et fondamentale.
Depuis l’accident nucléaire de Tchernobyl en 1986, il enregistre et analyse prospectivement l’incidence des nouveaux cas de cancers papillaires de la thyroïde. Ceci l’amènera à réaliser des publications scientifiques, ainsi que dans les médias,, rapportant la recrudescence de cancers papillaires chez des patients âgés de moins de quinze ans au moment de l’accident de 1986. Une mise à jour portant sur un suivi de 30 ans (de 1986 à 2016), ainsi qu'une revue de la littérature à la lumière de l'accident nucléaire du 11 mars 2011 à Fukushima, ont fait l'objet de deux autres publications. Leur thème a conduit à de nombreuses conférences en Belgique, France, Allemagne, Italie, Pologne, Chine, Pays Baltes, Arménie, Géorgie,.
En collaboration étroite avec le docteur Stefaan Mulier, il perfectionne les techniques d’ablation des lésions du foie par radiofréquence. Cet axe productif de recherches est toujours en cours. Il en est de même pour les recherches fondamentales menées avec le professeur Julian Donckier sur la sur-expression de l'endothéline dans les cancers papillaires de la thyroïde ,.
Durant son parcours académique, il publie plus de 200 articles scientifiques et 21 chapitres dans des textbooks chirurgicaux.

## Activités en bioéthique et Syndrome de Petrucciani
Parallèlement à son activité clinique, Luc Michel fit partie du Comité consultatif de Bioéthique de Belgique de 1999 à 2014. Il assura les fonctions de président et/ou de rapporteur de huit commissions du comité national. Il est diplômé en Éthique économique et sociale de la Chaire Hoover de l'Université de Louvain (1998) et en Bioéthique du Kennedy Institute of Ethics de la Georgetown University à Washington D.C (1992).
Luc Michel a forgé également l'expression Syndrome de Petrucciani. Le 6 janvier 1999, Michel Petrucciani, pianiste et compositeur de jazz mondialement apprécié, décède à 36 ans de complications respiratoires aiguës au Beth Israel Medical Center de New York. Il était affecté de l’altération génétique causant la maladie dite des « os de verre » (osteogenesis imperfecta) qui causera son nanisme sans, toutefois, empêcher son génie musical de faire de lui un géant du jazz du XXe siècle . Le mot « altération » est délibérément substitué à celui de maladie ou d’anomalie, en lui donnant le sixième sens proposé par le Grand Littré, à savoir : « altération étant entendue comme le changement qu’on fait subir à certaines notes d’une gamme ou d’un accord musical ». Un de ses trois enfants héritera de son altération génétique. Michel Petrucciani et sa compagne l’ont su dès le début de la grossesse grâce aux avancées des techniques de diagnostic prénatal. Ils déclareront à propos de l’enfant en devenir : « Le nier, ç’aurait été nous nier. Lui donner la vie, c’est un cadeau, le cadeau de la vie telle qu’elle est. ». Michel Petrucciani a refusé, en accord avec sa compagne, d’établir un rapport obligé entre son altération congénitale et le droit à la vie de son fils. Bien que disposant du « comment » grâce aux tests génétiques prénataux, il a fait la démarche d’un homme qui, ayant pris suffisamment de recul moral par rapport à ses propres « tares » - ou peut-être grâce à la sagesse qu’elles lui ont conféré -, s’est posé la question du « pourquoi ».
Ce sont ce refus et cette recherche de Michel Petrucciani qui ont amené Luc Michel à forger en 2000 l’expression « Syndrome de Petrucciani ». Cette expression éclaire quelque peu les enjeux des politiques de santé publique confondant encore trop souvent les eugénismes négatifs et positifs, d’État et privé ; mais aide aussi à mettre en perspective les enjeux stratégiques des sociétés modernes autant que l’enjeu éthique de la responsabilité du clinicien face aux évolutions techno-scientifiques de plus en plus rapides.

## Activités en Gestion du risque
Depuis 2008, Luc Michel partage l’expérience acquise de longue date depuis son séjour à la Mayo Clinic dans le domaine de la gestion du risque et la diminution des événements indésirables notamment par l’application systématique du concept de la checklist dans les activités hospitalières de routine. Cette application consiste notamment à transposer dans le contexte hospitalier les procédures de sécurité utilisées dans l’industrie aéronautique depuis des décennies. Luc Michel est conseiller scientifique de la société Report’in et a été chargé d'enseignement à la Faculté Polytechnique de l'Université de Mons dans le cadre du Certificat d'université en gestion intégrée des risques dans les institutions de soins de santé (GIRISS).

## Activités internationales
Après la chute du mur de Berlin en novembre 1989, et afin d’aligner le plus rapidement possible les techniques et pratiques chirurgicales de l’ex-Europe de l'Est sur celles de l’ex-Europe de l'Ouest, Luc Michel initie la création de la European Society of Surgery (ESS) en 1997 avec quelques chirurgiens motivés du monde académique du continent réunifié, à savoir : les professeurs Robin C. N. Williamson (en) de l’Imperial College de Londres, Joachim M. Müller de l'Hôpital universitaire de la Charité de Berlin - Von Humboldt University, Tadeusz Popiela (pl) de l’université Jagellonne de Cracovie, Sergio Stipa de l’université catholique du Sacré-Cœur de Rome et Carlo Faber du Centre hospitalier de Luxembourg. Luc Michel occupera les fonctions de secrétaire général de l’ESS jusqu'en 2007.
Il s’est également investi dans l’enseignement de la chirurgie tant à l’UCL que dans le cadre du programme « Socrates » de l’Union européenne visant à promouvoir la coopération et la mobilité dans le domaine de l’éducation. C’est ainsi que Luc Michel a enseigné régulièrement à l’université Jagellonne de Cracovie, à l'université Semmelweis de Budapest, Stradins de Riga, université  Charles de Prague, l'université nationale de médecine de Minsk (Biélorussie), ainsi qu'à l’université américaine de Beyrouth.
Il a présidé la Royal Belgian Society of Surgery (RBSS) en 2010 après avoir été de 2001 à 2010 l’un des deux senior editors de la revue scientifique chirurgicale Acta Chirurgica. Depuis 1999, il a participé en tant qu'expert évaluateur pour le choix des projets de recherches à financer par la Commission européenne dans le cadre des programmes FP 5-6-7 et depuis 2007 dans le cadre du European Research Council. Il est un des membres fondateurs du European Board of Surgery qui organise annuellement l'examen européen permettant d'obtenir le titre de Fellow of the European Board of Surgery (FEBS). Luc Michel est vice-président de la Division of General Surgery de la European Union of Medical Specialists (UEMS).

## Distinctions
- 1980 : Fellow of the American College of Chest Physicians (FCCP) (en) & Fellow of the International Academy of Chest Physicians and Surgeons.
- 1985 : Fellow of the American College of Surgeons (FACS).
- 1986 : Academic Fulbright scholarship (Catégorie:Lecturer in Surgery) and N.A.T.O.  Research Scholarship for Harvard Medical School at the Massachusetts General Hospital.
- 2000 : Attribution par le Recteur de l’université Jagellonne (Cracovie - Pologne), le Professeur Franciszek Ziejka, de la médaille du 600e anniversaire de la refondation de l'Académie de Cracovie (“ In recognition of outstanding achievements in the field of surgical science and practice, as well as personal contribution and dedication to the process of uniting European Surgery and setting standards of quality. It singles out your achievement in the field of surgery on the forum of the European Society of Surgery”).
- 2006 : Grand officier de l’ordre de Léopold II avec prise de rang le 15 novembre 2006.
- 2007 : Attribution par le maire de Cracovie, Jacek Majchrowski, de la Medal Commemorating the 750th Anniversary of Granting the Magdeburg Rights to the City of Krakow (“In recognition of having significantly contributed to promoting the presence of Polish surgeons in Europe while being General Secretary of the European Society of Surgery. Your contribution as an educator of young generations of Polish surgeons and scientific collaboration with the 1st Department of Surgery of the Jagiellonian University Medical College is long-lasting since 1989 and truly deserves recognition”).
- 2010 : Honorary European Board Certification in General Surgery & Honorary Fellow of the European Board of Surgery (FEBS)[Notes 10].
- 2009-2014 : Vice-président of the Division of General Surgery of the European Union of Medical Specialists (UEMS)[Notes 11]  & member of the Examination Board for the European Board of Surgery.
- 2011 : Honorary Membership of the European Society of Surgery[Notes 12].